# مارانو مارکساتو
مارانو مارکساتو (به ایتالیایی: Marano Marchesato) یک کومونه در ایتالیا است که در استان کزنتزا واقع شده‌است.

## خصوصیات
مارانو مارکساتو ۵ کیلومترمربع مساحت و ۳٬۰۶۵ نفر جمعیت دارد و ۴۷۰ متر بالاتر از سطح دریا واقع شده‌است.